# Sciaphila quadribullifera
Sciaphila quadribullifera är en enhjärtbladig växtart som beskrevs av Johannes Jacobus Smith. Sciaphila quadribullifera ingår i släktet Sciaphila och familjen Triuridaceae. Inga underarter finns listade.